# Distrito de Acobamba (Tarma)
El distrito de Acobamba es uno de los nueve que conforman la Provincia de Tarma, ubicada en el departamento de Junín, bajo la administración del Gobierno Regional de Junín, en la sierra central de Perú. 
Dentro de la división eclesiástica de la Iglesia Católica del Perú, pertenece a la Diócesis de Tarma

## Etimología
Según la etimología aceptada, Acobamba proviene del quechua y está formado por la aposición de aqu ('arena') y pampa ('llanura, pampa'). Su significado sería, por tanto, "planicie arenosa".

## Historia
Fue creado el 2 de enero de 1857, en el gobierno del Presidente Ramón Castilla.

## Geografía
El distrito abarca una superficie de 97,84km².

## División administrativa
| Localidades de Acobamba | Localidades de Acobamba |
| N.º                     | Comunidad               |
| ----------------------- | ----------------------- |
| 1                       | Huacachacra             |
| 2                       | Florida                 |
| 3                       | Matara                  |
| 4                       | La Legua                |

## Capital
Su Capital es la ciudad de Acobamba, situada a 2 940 m s. n. m.

## Autoridades

### Municipales
- 2019 - 2022[4]
  - Alcalde: José Carlos Aguilar Bernardillo, del Movimiento Regional Sierra y Selva Contigo Junín.
  - Regidores:

  1. Elvis Meza Torres (Movimiento Regional Sierra y Selva Contigo Junín)
  2. Daniel Edgar Ameri Santos (Movimiento Regional Sierra y Selva Contigo Junín)
  3. Raúl Rafael Hidalgo Vicuña (Movimiento Regional Sierra y Selva Contigo Junín)
  4. Olinda Rosario Romero Martínez (Movimiento Regional Sierra y Selva Contigo Junín)
  5. Pedro Abel Puente Avellaneda (Caminemos Juntos por Junín)

Alcaldes anteriores
- 2015-2018:[5] Carlos Eduardo Paz Valenzuela, Partido Fuerza Popular (K).
- 2011 - 2014:[6] Carlos Eduardo Paz Valenzuela, Movimiento Convergencia Regional Descentralista.
- 2007 - 2010: Hector Muñoz Lavado.

### Policiales
| Comisaría de Acobamba             | Comisaría de Acobamba | Comisaría de Acobamba |
| Dirección                         | Teléfono              | Horario de atención   |
| --------------------------------- | --------------------- | --------------------- |
|                                   |                       | Hs                    |
| Comisario                         |                       |                       |
| Cap. Alexander Avellaneda Alarcón |                       |                       |

## Educación

### Instituciones educativas
Centros de estudios de Acobamba:

#### Universidades
| Universidades en Acobamba | Universidades en Acobamba                                        | Universidades en Acobamba | Universidades en Acobamba | Universidades en Acobamba                                                         |
| N.º                       | Institución                                                      | Siglas                    | Tipo                      | Carreras                                                                          |
| ------------------------- | ---------------------------------------------------------------- | ------------------------- | ------------------------- | --------------------------------------------------------------------------------- |
| 1                         | Universidad Nacional Autónoma Altoandina de Tarma (sede central) | UNAAT                     | Pública                   | - Administración de negocios; - Enfermería; - Ingeniería agroindustrial;          |
| 2                         | Universidad Nacional del Centro del Perú (filial Tarma)          | UNCP                      | Pública                   | - Administración de negocios; - Hotelería y turismo; - Ingeniería agroindustrial; |

Instituto
- Instituto Superior Pedagógico Público Gustavo Allende Llavería

Colegios
| N.º | Inst. Educativa             |
| --- | --------------------------- |
| 1   | IEN San Miguel              |
| 2   | IE Adolfo Vienrich          |
| 3   | IE Nuestra Señora de Fátima |

## Festividades
- La Semana Santa, se inicia con la procesión de la Virgen Dolorosa el día viernes, para luego continuar con el Señor de Ramos el día domingo y toda la semana con días de procesión y recogimiento, rememorando la Pasión de nuestro Señor Jesucristo
- Fiesta de la media naranja en Semana Santa.
- Señor de Muruhuay, su fiesta es el 3 de mayo. Misa cantada en quechua en el Santuario y desfile de comparsas y chonguinadas
- El santo patrón de Acobamba es San Miguel Arcángel, y se festeja el día 29 de setiembre de cada año, con las costumbres tradicionales del "Jara Tarpuy" con la presencia de las "yuntas" las "macetas" entonando los "japaris y aylumbes"

## Espectacular
Hay un eucalipto de 100 (cien) metros de altura.Árbol de estirpe australiana que supera al de Piscobamba (Ancash) de 67 m de altura.